# Fleeting Colors in Flight
Fleeting Colors in Flight es la octava banda sonora y el primer álbum EP producido por HOYO-MiX y lanzado en 2022 para el videojuego Genshin Impact.

## Antecedentes
El álbum fue interpretado por Yu-Peng Chen Dimeng Yuan y Xin Zhao y producido en Shanghai Media Group. El álbum fue lanzado el 15 de enero de 2022.

## Lanzamiento
El primer sencillo de la pista Devastation and Redemption se lanzó el 15 de enero de 2022, solo se lanzaron de una a tres bandas sonoras. La voz del actor de voz de Yun Jin, Yang Yang, se realizó en Shanghai Jingju Theatre Company. Presenta elementos simbólicos de la ópera china en la inspirada región china de Liyue. Más tarde, la dos Myriad of Lights y la versión instrumental de Devastation and Redemption se lanzaron el 31 de enero de 2022. Las tres bandas sonoras del álbum fueron compuestas por HOYO-MiX. y está dedicado al lanzamiento de la banda sonora de la versión 2.4 de Genshin Impact.

## Lista de canciones
| Edición estándar |                                                  |                                 |          |  |
| N.º              | Título                                           | Nombre del chino                | Duración |  |
| 1.               | «Devastation and Redemption»                     | 神女劈观・唤情                  | 02:40    |  |
| 2.               | «Myriad of Lights»                               | 华灯星聚                        | 04:08    |  |
| 3.               | «Devastation and Redemption (Instrumental ver.)» | 神女劈观・唤情 (无人声纯器乐版) | 02:40    |  |
| 09:29            |                                                  |                                 |          |  |